# آباسی، گوینوکک
آباسی، گوینوکک (به لاتین: Abacı, Göynücek) یک  Köy  در ترکیه است که در استان آماسیه واقع شده‌است.